# رود مندوزا

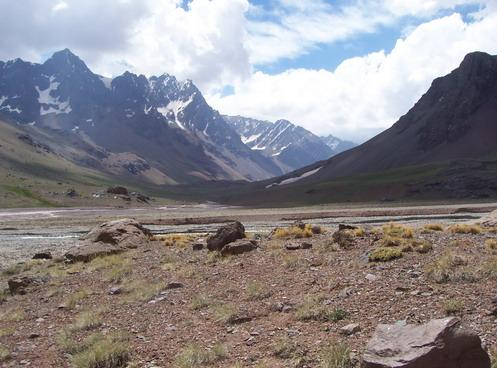

 رود مندوزا  رودخانه‌ای در استان مندوسا آرژانتین است. شاخه‌های اصلی آن، رودهای واکاس، کوئه واس و توپونگاتو می‌باشد که سرچشمه همه آن‌ها رشته کوه‌های آند (کوه‌های آکونکاگوا و توپونگاتو) است. رود پس از تشکیل و گذر از ارتفاعات به رود سان خوان و سپس دساگوادرو می‌پیوندد.
میانگین آبدهی این رود ۵۰ مترمکعب بر ثانیه‌است که برای تأمین آب واحه‌های نواحی خشک به کار می‌رود. به علت وجود تندآب‌ها، مسابقات قایقرانی در فصل تابستان در این رود برگزار می‌شود.هم چنین سدهای «کاچئوتا اسپا» و «پوتره ریوس» علاوه بر ذخیره آب فراوان، از جاذبه‌های گردشگری حاشیه این رود می‌باشند.